# Anita Louise
Anita Louise, egentligen Anita Louise Fremault, född 9 januari 1915 i New York, död 25 april 1970 i Los Angeles, Kalifornien, var en amerikansk skådespelare. Hon filmdebuterade som barn på 1920-talet och använde under stumfilmstiden sitt riktiga namn, innan hon kortade det till Anita Louise. Hon medverkade på 1930-talet i flera storfilmer från Hollywood och gjorde sin sista notabla roll 1955-1956 i TV-serien My Friend Flicka.
Hon har en stjärna på Hollywood Walk of Fame vid adressen 6821 Hollywood Blvd.

## Filmografi i urval
- 1934 – Småstadsdomaren
- 1934 – Madame Du Barry
- 1935 – En midsommarnattsdröm
- 1936 – Louis Pasteur
- 1937 – En läkares ansvar
- 1937 – Kamrater i Paris
- 1938 – Marie Antoinette
- 1938 – Mellan två valser
- 1939 – Lilla prinsessan
- 1939 – Tre tokiga detektiver
- 1939 – Dansande flammor
- 1944 – Casanova ordnar allt
- 1945 – Kärleksbreven